# Société nationale des charbons de l’Azawak
La Société nationale des charbons de l’Azawak (SNCA) est une société nigérienne qui opère dans le domaine de l'industrie minière et de l'énergie.

## Historique
Un gisement de charbon a été découvert dans le bassin de l’Azawak à la fin du siècle dernier. La Société nationale des charbons de l’Azawak a été créée en 2006 pour exploiter et mettre en valeur ce gisement. Fin 2011, le projet en est toujours au stade des études de faisabilité.

## Activité
Le gisement de charbon est situé à Salka Damna dans la commune rurale de Takanamat, dans la région de Tahoua, à 80 km au nord-ouest de Tahoua. Sa capacité est estimée à 30 millions de tonnes de charbon
.
Le projet comprend la construction d’une centrale thermique de 200 MW, et d'une usine de fabrication de briquettes de charbon à usage domestique dans le but de limiter l’utilisation du bois.

## Organisation
Le capital de la SNCA, 3,160 milliards de Francs CFA, est détenu par
 :
- l’état du Niger pour 38,45 %,
- la Société du patrimoine des mines du Niger (SOPAMIN) pour 31,65 %,
- la Société nigérienne d'électricité (NIGELEC) pour 15,82 %,
- la Société nigérienne des produits pétroliers (SONIDEP) pour 4,75 %,
- la Société nigérienne du charbon d'Anou Araren (SONICHAR) pour 4,75 %,
- la société canadienne SEMAFO pour 3,82 %.

Son siège social est installé à Niamey.